# Pelin Uluksar
Pelin Uluksar (* 20. April 1994 in Istanbul) ist eine türkische Schauspielerin.

## Leben und Karriere
Uluksar wurde am 20. April 1994 in Istanbul geboren. Sie absolvierte eine Gesangsausbildung am Staatlichen Konservatorium der Universität Istanbul. Darüber hinaus nahm sie Schauspiel- und Diktionsunterricht am Müjdat Gezen Merkezi. Später erhielt sie ein Stipendium für das Theaterstudium an der Yeditepe-Universität in Istanbul.
Ihr Debüt gab Uluksar 2017 in der Fernsehserie No 309. Anschließend war sie 2018 in Bir Deli Rüzgar zu sehen. Von 2019 bis 2020 trat sie in Vuslat auf. Außerdem spielte sie in einer Folge in Sen Çal Kapımı mit. Im selben Jahr bekam Uluksar in dem Film Küçük Yalanlar eine Hauptrolle.

## Filmografie

### Filme
- 2021: Küçük Yalanlar
- 2022: 7 Melek

### Serien
- 2016– 2017: No 309
- 2018: Bir Deli Rüzgar
- 2019–2020: Vuslat
- 2021: Sen Çal Kapımı
- 2021: Benim Hayatım
- 2022: Ben Bu Cihana Sığmazam

## Diskografie

### Single
- 2018: Başka Bahar
- 2018: Sıfır Tolerans
- 2018: Okyanu